# Weitbruch
Weitbruch (en alsacià Widbrüech) és un municipi francès, situat a la regió del Gran Est, al departament del Baix Rin. L'any 1999 tenia 2.473 habitants.
Forma part del cantó de Brumath, del districte de Haguenau-Wissembourg i de la Comunitat de comunes de la Basse-Zorn.

## Demografia
| 1962  | 1968  | 1975  | 1982  | 1990  | 1999  |
| ----- | ----- | ----- | ----- | ----- | ----- |
| 1.725 | 1.909 | 2.083 | 2.264 | 2.323 | 2.473 |

## Administració
| Període   | Identitat      | Partit | Qualitat |  |
| --------- | -------------- | ------ | -------- |  |
| 1953-1971 | Jean Gester    |        |          |  |
| 2001-2008 | Gérard Fuchs   |        |          |  |
| 2008-     | Fernand Helmer |        |          |  |